# Казанский Камень (Сухогорский хребет)
Каза́нский Ка́мень (Сухого́рский Ка́мень) — гора на Северном Урале, высшая вершина Сухогорского хребта.  Расположена на территории муниципального округа Карпинск Свердловской области.

## География
Гора Казанский камень (Сухогорский Камень) находится в северо-восточной части Сухогорского хребта, и является его высшей точкой, высота 1200,2 метра. Склоны до 800–900 метров покрыты лесом, выше – тундровая растительность, каменные россыпи и многочисленные скалы-останцы. С вершины хорошо видна гора Косьвинский Камень и Конжаковско-Серебрянский массив. В окрестностях горы, в 10 километрах к западу от вершины находится посёлок Кытлым, имеющий автобусное сообщение с городом Карпинском. Категория сложности горы — 1А. На северных склонах горы, в 10 километрах восточнее посёлка Кытлыма, расположен памятник природы Казанский кедровник — высокопродуктивные насаждения кедра.

## Этимология
В источниках XVIII—XIX вв. вершина всегда называется Сухой Камень. Наименование Сухогорский перенесено с расположенного неподалёку Сухогорского рудника (названного по имени Сухой горы). На современных картах — Казанский Камень.
И. И. Лепёхин объяснял: «Название сего камня весьма сходно было с самым делом, ибо хотя он нарочито высок, однако ни малейшего ключа из него не выходит». Однако, в другом месте о названии вершины он писал: «…гора, Сухой камень прозываемая, в сей день было нашим упражнением. Почему она Сухим камнем прозвана, не знаю, а для нас нарочито была мокра; да и самые речки, из неё вытекающие, довольно её мокроту показывали».
Скорее всего, название указывает на «сухую» (лишенную воды и растительности) вершину горы.